# Bases Loaded
Bases Loaded is een videospel voor het platform Nintendo Entertainment System. Het spel werd uitgebracht in 1988. 